# Song of the Streets
Song of the Streets è il primo singolo degli Sham 69 pubblicato nel 1977.

## Tracce

### Lato A
1. Song of the Streets (Dave Parsons/Jimmy Pursey)

## Formazione
- Albie Maskell: basso
- Mark Cain: batteria
- Dave Parsons: chitarra
- Jimmy Pursey: voce